# Kutawaringin (Purwadadi)
Kutawaringin is een bestuurslaag in het regentschap Ciamis van de provincie West-Java, Indonesië. Kutawaringin telt 2518 inwoners (volkstelling 2010).